# エフゲニー・エリン
エフゲニー・イワノヴィチ・エリン（エーリン、ロシア語: Евгений Иванович Е́лин、ラテン文字表記の例：Yevgeniy Ivanovich Yelin、1962年5月8日 - ）は、ロシアの企業家、官僚、政治家。2016年11月15日から11月30日まで、ロシア連邦経済開発大臣（経済発展大臣）代行を務めた。レニングラード出身。経済学博士候補。

## 来歴
1985年ミハイル・カリーニン名称レニングラード工科大学（現在のサンクトペテルブルク工科大学を卒業する。1985年から1990年まで、電気機械企業「エレクトロシーラ」の研究所員やコムソモール委員会、モスクワ地区コムソモール委員会、外交貿易企業「ヴネシエネルゴマシ」で様々な役職に就く。1991年から1996年まで、レニングラード証券取引所（1992年からサンクトペテルブルク証券取引所）支配人。1996年から2000年まで、ズベルバンク・キャピタル総支配人、サンクト・ペテルブルク銀行第一副頭取。2000年から2004年まで、ロシア財務省予算・補償・融資部長。2004年ブリズ建設会社総支配人、シベリア航空総支配人。
2009年サンクトペテルブルク市に移り、同市政府経済開発産業政策貿易委員会議長に就任する。
2011年サンクトペテルブルク市長にゲオルギー・ポルタフチェンコが就任すると、2012年にレニングラード州に移り、同州副知事兼財務委員会議長に就任する。
2013年7月31日、ロシア連邦政府に移り、ロシア連邦経済開発次官に任命される。次官としては、国の投資プログラム、経済開発、契約制度の三分野を担当した。
2016年11月15日、アレクセイ・ウリュカエフ経済開発相が石油企業民営化に絡んだ収賄容疑で身柄を拘束されると、経済開発相代行に任命された。